# Hugo Voeten
Hugo Voeten (Beerse, 2 maart 1940 – Knokke, 9 mei 2017) was een Belgisch ondernemer en eigenaar van de Collection Hugo Voeten. Hij maakte fortuin als eigenaar van de supermarktketen Cash & Fresh, die zich voornamelijk in de Antwerpse en Limburgse Kempen bevonden. Hij was daarnaast een gepassioneerd kunstverzamelaar en jager.

## Biografie
Voeten werd geboren in een handelaarsfamilie. In 1968 begon hij Cash & Fresh, een lokaal supermarktconcept met veel aandacht voor verse producten. Hij bouwde de onderneming uit tot 43 supermarkten met 1260 medewerkers, die zich voornamelijk in de Antwerpse en Limburgse Kempen bevonden. In 2005 verkocht hij zijn keten aan Delhaize voor een bedrag van 164 miljoen euro. Op de winst van €127 miljoen moest hij van de rechtbank geen belasting betalen.

## Kunstverzamelingen

### Collection Hugo Voeten
De private kunstverzameling van Hugo Voeten is te zien onder de naam Collection Hugo Voeten in Art Center Hugo Voeten in Herentals en Beeldentuin Hugo Voeten in Geel. Beide omgevingen gaan op een bijzondere manier in dialoog met kunst en bevinden zich in het groene hart van de Antwerpse Kempen. De collectie telt ongeveer 2000 stukken die verzameld werden over een tijdsspanne van meer dan 40 jaar. Het geheel omvat eigenzinnige keuzes uit de moderne kunst, gaande van Jules Schmalzigaug, Constant Permeke, Léon Spilliaert tot Frans Masereel, en bevat daarnaast topstukken uit de hedendaagse kunst. Voorbeelden zijn werken van Christo & Jeanne-Claude, Paul Pfeiffer, Vanessa Beecroft, Sophie Calle, Marlene Dumas en Mircea Cantor of werk van Belgische kunstenaars zoals Jef Geys, Wim Delvoye, Walter Swennen, Jan Van Imschoot en Thierry De Cordier. Een bijzondere plaats is gereserveerd voor Bulgaarse kunst uit de tweede helft van de 20e eeuw.
De verzameling kwam geleidelijk en intuïtief tot stand naar de smaak van de verzamelaar. Een vroegere curator van het M HKA te Antwerpen (Flor Bex) werd aangetrokken als adviseur. Ook de Bulgaarse kunstenaar en verzamelaar Svetlin Roussev speelde een belangrijke rol bij de totstandkoming van de collectie en presentatie ervan.

### Art Center Hugo Voeten
In 2006 kocht Hugo Voeten aan de oever van het Kempisch Kanaal, het zogenaamde Kanaal Bocholt-Herentals, in Herentals een vervallen graanfabriek van de firma Daix uit de jaren 1950. Deze stond in de volksmond bekend als de Bloemmolens. De fabriek diende voor graanopslag en overslag van bulkgoed voor dierenvoeding. Na diverse uitbreidingen en overnames doofden de activiteiten op de plek uit in de jaren 1980. De site was sinds de jaren 1980 verlaten en het gebouw stond sinds dat moment leeg.
Hij liet het negen verdiepingen tellende industriële pand restaureren door Wouter Bastijns & Barent Bulcke. De renovatie begon in 2009 met respect voor de oorspronkelijke architectonische elementen. Baksteen en beton domineren het gerenoveerde gebouw dat de voormalige silo's en depotverdiepingen aan elkaar schakelt. Een hoge vide zorgt voor een enorme ruimtelijke ervaring en twee dwarse volumes doorsnijden het hele gebouw. Zo bouwde hij dit stuk erfgoed uit tot een kunsttempel met de naam Art Center Hugo Voeten, bestaande uit negen expolagen. Circa 700 werken uit de collectie zijn er permanent te zien op zaal.

### Beeldentuin Hugo Voeten
Een andere realisatie van Hugo Voeten betreft Beeldentuin Hugo Voeten in Geel, vlak bij de grens met Westerlo/Tongerlo. Het privaat park van 15 hectare omvat Villa Hazenhout met historisch skelet van een tiendenschuur en verschillende zones, waaronder een historisch aangelegd gedeelte van de Belgische landschapsarchitect Jacques Wirtz. Daarnaast bevat het geometrisch park verschillende tuinkamers, onregelmatige vijvers en struwelen, naar ontwerp van Erik Dhont. Het domein telt circa 300 werken van tientallen kunstenaars, waaronder Novello Finotti, Pavel Koichev, Emil Popov, Joris Gaymans, Wim Delvoye, Krum Damianov en Panamarenko. Het zijn voornamelijk bronzen sculpturen die een dialoog met de natuur aangaan.

## Bulgarije
Voeten onderhield door zijn passie voor de jacht nauwe banden met Bulgarije in het bijzonder en Oost-Europa in het algemeen. In Sofia organiseerde hij onder meer een tentoonstelling en in België was hij sponsor van Europalia Bulgaria. Hij was doctor honoris causa van de National Art Academy van Sofia en ereburger van de stad Sofia. Verder genoot hij een aanstelling tot ereconsul van de Republiek Bulgarije in België en kreeg hij nog talloze onderscheidingen en bekroningen voor wat hij als kunstverzamelaar betekende.